# 1674

## Починали
- 23 юли – Петър Парчевич, български католически епископ
- 12 август – Филип дьо Шампан, френско-фламандски бароков художник (* 1602 г.)
- 8 ноември – Джон Милтън, Английски поет